# Euphorbia corniculata
Euphorbia corniculata là một loài thực vật có hoa trong họ Đại kích. Loài này được R.A.Dyer mô tả khoa học đầu tiên năm 1949.

## Hình ảnh

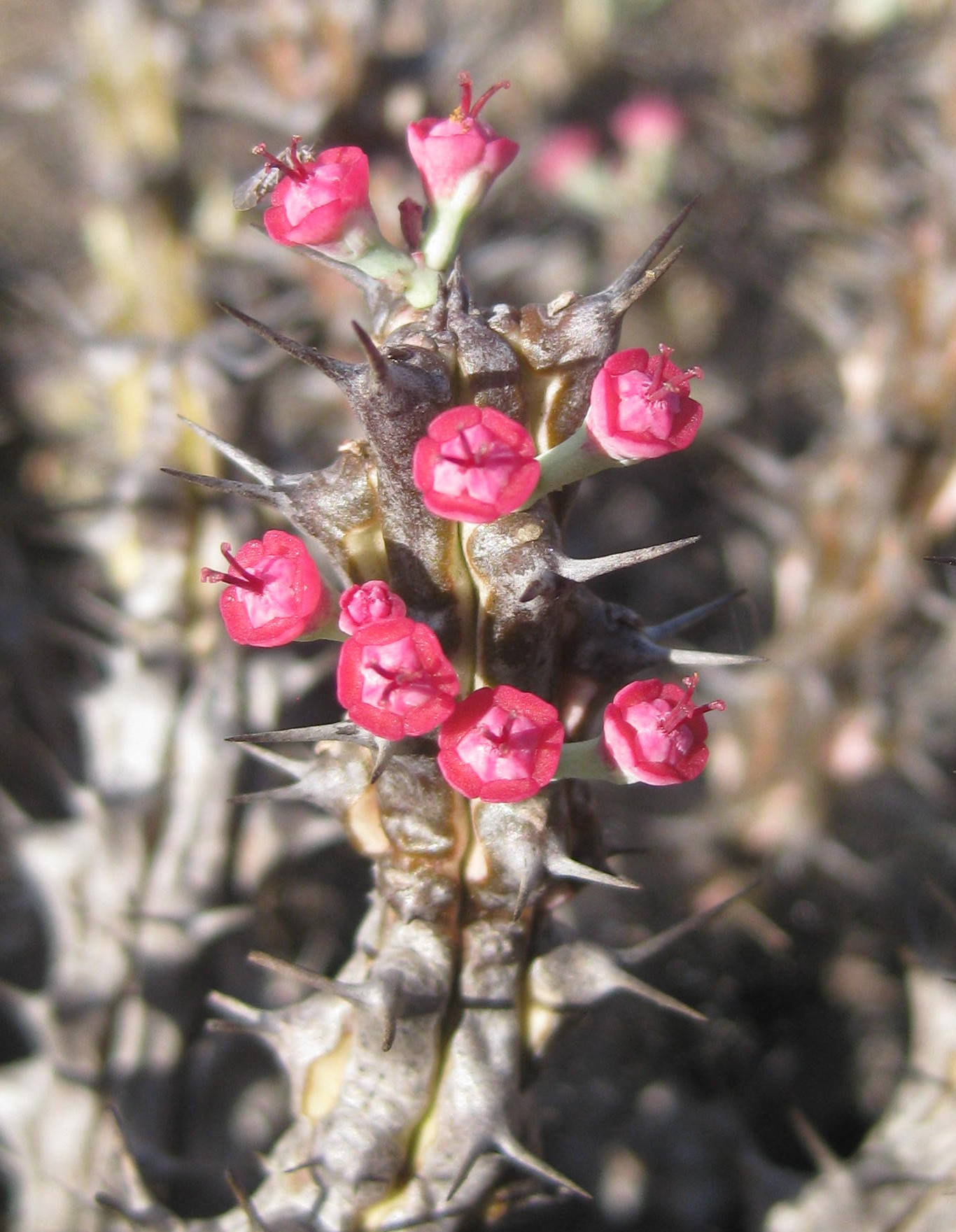
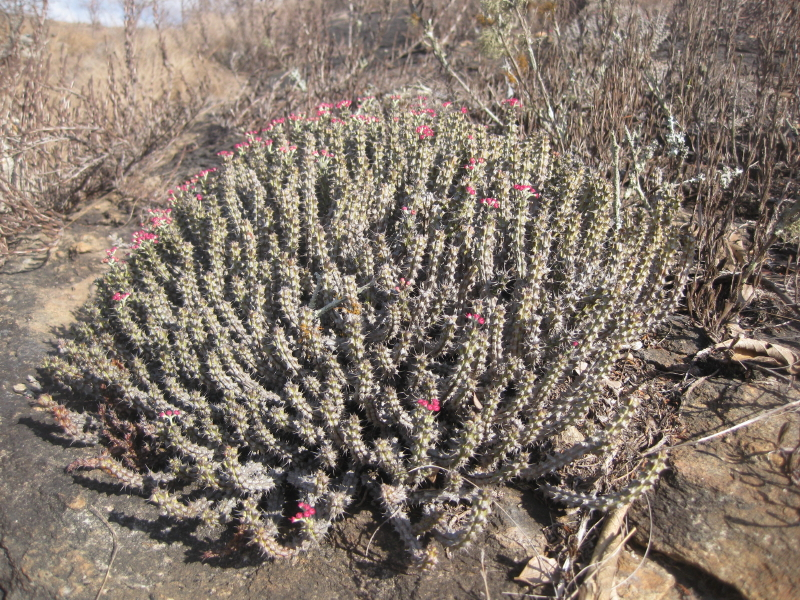